# Montanaso Lombardo
Montanaso Lombardo (Muntanas in dialetto lodigiano) è un comune italiano di 2 250 abitanti della provincia di Lodi in Lombardia.

## Storia
Nel X secolo appartenne al vescovo di Lodi, passò poi a vari signori e fu base strategica di Matteo Visconti (1295).
In età napoleonica (1809-16) Montanaso fu frazione della città di Lodi, recuperando l'autonomia con la costituzione del Regno Lombardo-Veneto.
Nel 1864 Montanaso assunse la nuova denominazione di Montanaso Lombardo.
Nel 1870 al comune di Montanaso Lombardo fu aggregato il comune di Arcagna.

### Simboli
Lo stemma e il gonfalone del comune sono stati concessi con decreto del presidente della Repubblica del 25 marzo 1988.
Lo scudo è partito semitroncato: un albero di pioppo simboleggia la verde e fertile campagna della zona; una ruota da molino il lavoro e l'operosità della comunità, pronta a difendere il proprio ambiente; la terza partizione è trinciata di argento e d'azzurro.
Il gonfalone è un drappo partito di azzurro e di bianco.

## Monumenti e luoghi d'interesse
Edifici di rilievo sono il Santuario di Arcagna e la chiesa parrocchiale di San Giorgio Martire, consacrata nel 1925.

## Società

### Evoluzione demografica
Abitanti censiti

### Etnie
Al 31 dicembre 2020 gli stranieri residenti nel comune di Montanaso Lombardo in totale sono 98, pari al 4.3% della popolazione. Tra le nazionalità più rappresentate troviamo:
| Paese   | Popolazione (2020) |
| ------- | ------------------ |
| Romania | 37                 |
| India   | 13                 |
| Marocco | 9                  |
| Albania | 7                  |

## Geografia antropica
Al comune di Montanaso Lombardo appartengono la frazione di Arcagna e gli agglomerati di Cascina Bellisolina, Cascina Pantanasco, Cascina Cà de Cani, Cascina Pizzafuma e Pizzafuma Nuova, Cascina Belvedere, Cascina Lazzara, Cascina Gamorra, Cascina Mazzucca, Cascina Case Nuove, Cascina Belgiardino, Cascina Palazzo e Cascina Colombera.

## Economia
Montanaso Lombardo ha visto negli ultimi anni una notevole crescita edilizia, accompagnata dal raddoppio della popolazione.
L'agricoltura è tuttora attiva in alcune cascine a conduzione diretta, ma è stata recentemente affiancata da un'intensa attività industriale: una ventina di aziende di piccole dimensioni, operanti soprattutto nei settori dell'elettromeccanica e delle materie plastiche.
Va segnalata inoltre la presenza ad Arcagna dell'Istituto Sperimentale per l'Orticoltura e di un distaccamento dell'Università di Milano per la sperimentazione della frutticoltura, oltre a quella della centrale termoelettrica della EPH. Le turbine funzionano solo a gas naturale e sviluppano una potenza totale di 1440 MW.

## Amministrazione
Segue un elenco delle amministrazioni locali.
| Periodo | Periodo | Primo cittadino    | Partito                     | Carica  | Note |
| ------- | ------- | ------------------ | --------------------------- | ------- | ---- |
| 1945    |         | Attilio Maffezzoni |                             | Sindaco |      |
| 1946    | 1964    | Giovanni Zibra     |                             | Sindaco |      |
| 1964    | 1970    | Bortolo Monteverdi |                             | Sindaco |      |
| 1970    | 1980    | Ferruccio Maraschi |                             | Sindaco |      |
| 1980    | 1990    | Silverio Gori      | Democrazia Cristiana        | Sindaco |      |
| 1990    | 2004    | Silverio Gori      | lista civica                | Sindaco |      |
| 2004    | 2014    | Luca Ferrari       | lista civica (centrodestra) | Sindaco |      |
| 2014    | 2019    | Vittorio Gargioni  | lista civica                | Sindaco |      |
| 2019    |         | Luca Ferrari       | lista civica                | Sindaco |      |

## Sport
Montanaso Lombardo ha due squadre di calcio che competono nei campionati dilettantistici: il G.S. Montanaso (fondato nel 1971) che disputa il campionato di Prima Categoria e l'M04 (fondato nel 2004) che gioca in Seconda Categoria.

### Impianti sportivi
Stadio Comunale Montanaso Lombardo, Strada Provinciale 202, n. 38, 26836 Montanaso Lombardo (LO). L'impianto è anche denominato con il nome di McDonald's Stadium.

## Galleria d'immagini

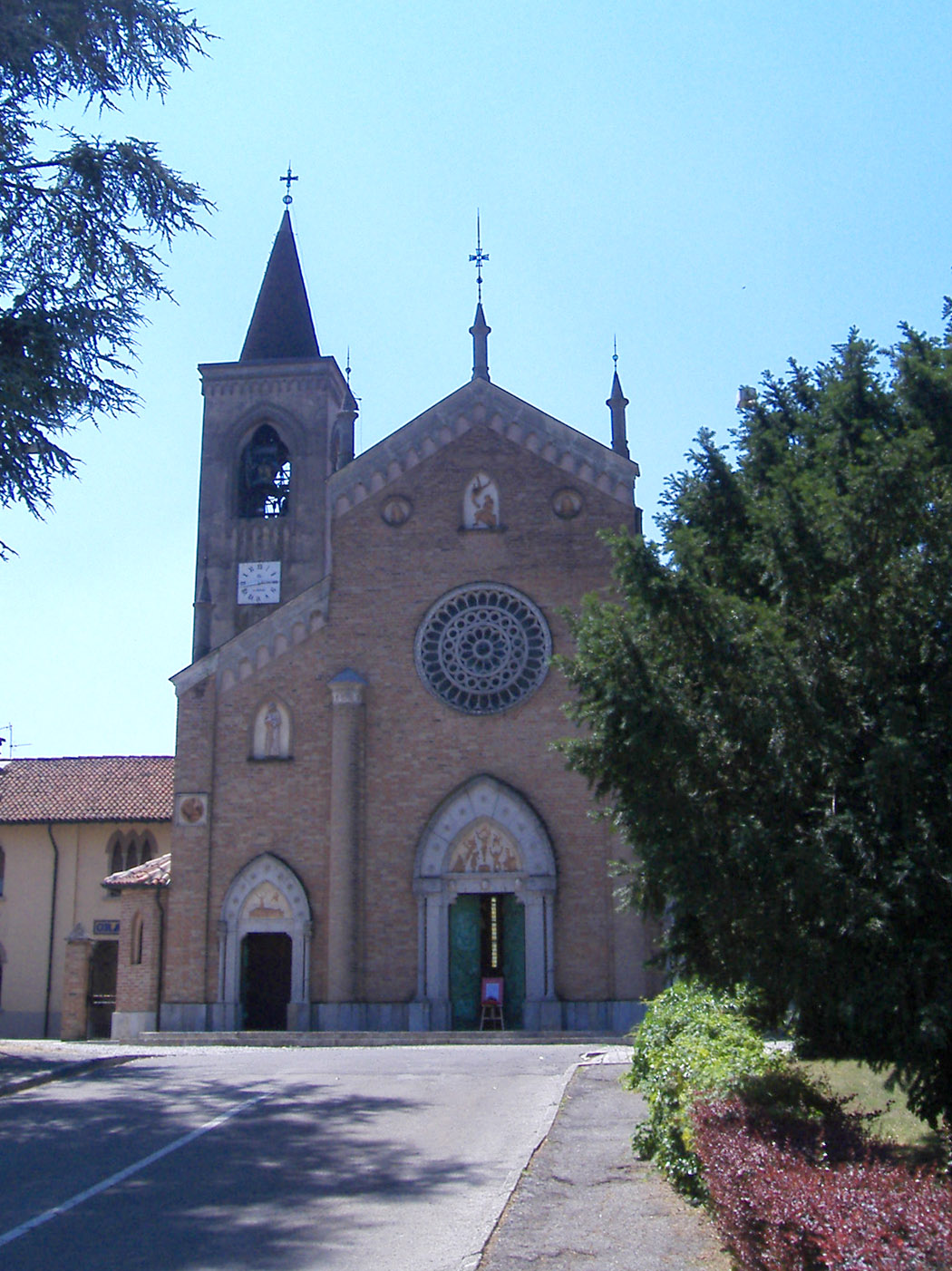
La chiesa parrocchiale
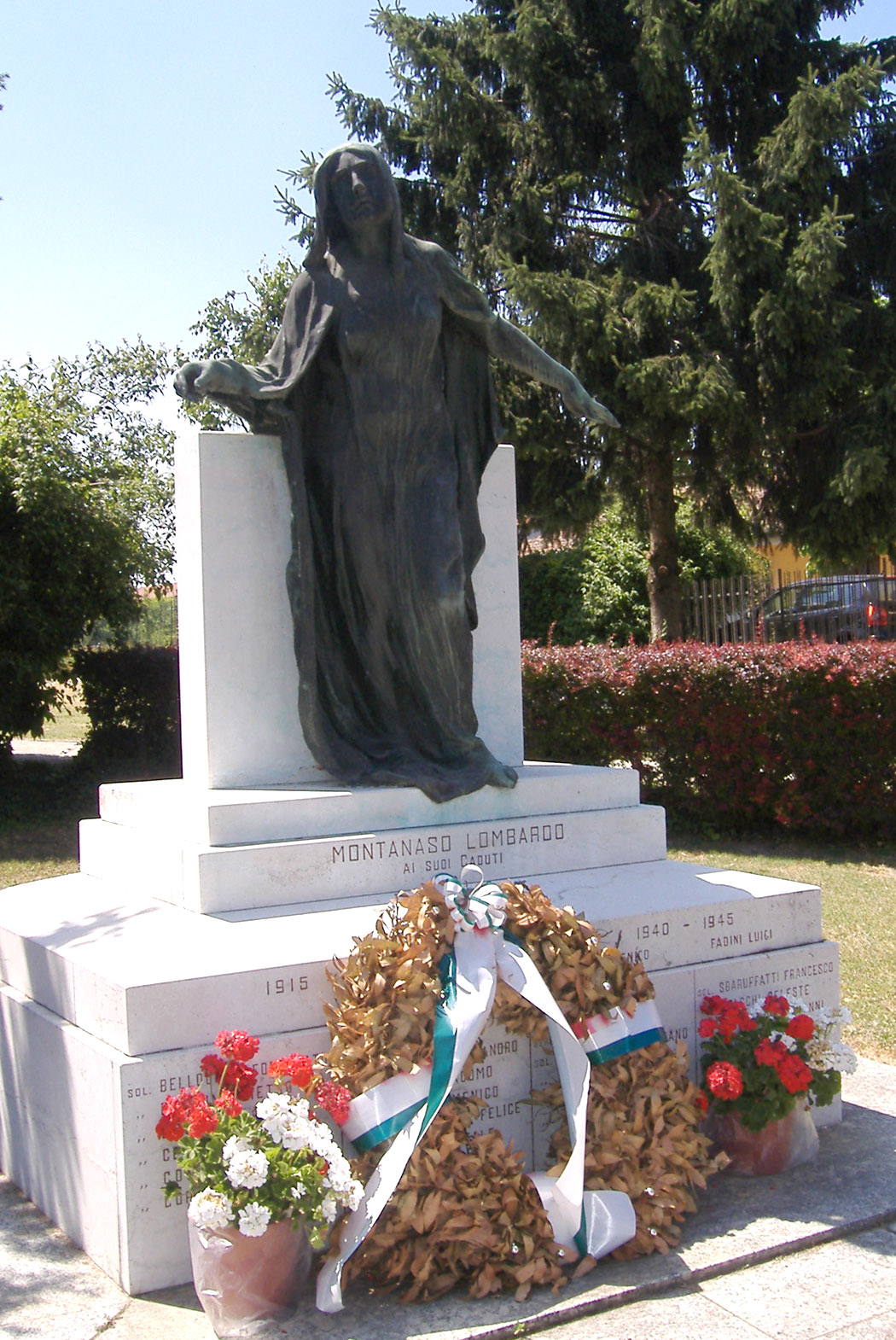
Il monumento ai Caduti delle due Guerre Mondiali